# Хипотеза о древним астронаутима
Хипотеза о древним астронаутима (енгл. Ancient astronaut hypothesis) је псеудонаучна хипотеза која тврди да су интелигентна ванземаљска бића посетила Земљу и контактирала са људима у антици и праисторији. Многи верују да је овај контакт утицао на развој људске културе, технологије и религија. Теорије о древним астронаутима се појављују и у научној фантастици. У другој половини 20. века, много писаца тврди да је ова теорија истинита. Неки од њих су Ерих фон Деникен и Дејвид Ајк.
Они тврде да су за време каменог доба, интелигента створења из свемира посетила Земљу.
Заговорници хипотезе о древним астронаутима често тврде да су људи, потомци или креација ванземаљаца који су слетели на Земљу пре неколико хиљада година. Такође се верује и да је људска култура, религије и знање дошло од ванземаљаца. Верује се да су они такође направили Египатске пирамиде, Моаи скулптуре на Ускршњем острву, Наска линије и остале грађевине за које се не зна како су направљене.

### Веровање древних народа
У близини јапанског града Јамагата, откривен је око 4000 година стар гроб. То је био кнежевски гроб украшен са разним цртежима. На једном од њих се виде кнез или краљ који поздравља 7 летећих дискова. Јапански археолог Јошивуки Танге каже како су ти дискови НЛО-и.

## Запис о виђењу ватрених обруча у древном Египту и Римском царству
Занимљива је чињеница да су древни Египћани непоколебљиво веровали да њихови богови у „небеским лађама“ путују „небеским Нилом“ - Млечном стазом - те да редовно навраћају на Земљу. Египћани су одувек веровали да су њихови владари (фараони) земаљски потомци небеских богова те да се они после смрти на својим „небеским баркама“ враћају у свој „небески дом“. Према традиционалном египатском веровању да свако збивање на небу нужно има свој земаљски одраз, постаје разумљиво зашто су Египћани увек били толико оријентисани на пажљиво посматрање кретања звезда и небеских појава.
У храму египатског фараона Сетија I пронађене су камене греде са необичним знаковима на себи. Они нису слични нити једној врсти хијероглифа. Једно од највећих археолошких открића које би могло доказати долазак интелигентних бића из свемира на Земљу је наводни ванземаљски запис пронађен непосредно пре почетка Другог светског рата на планинском масиву у провинцији Сечуан у Кини. 1937. и 1938. је тамо тим кинеских археолога изводио детаљан преглед планинских пећина. Наводно је једна од тих пећина изграђена модерном технологијом.

### Тела ванземаљаца
Пронађено је много костију и лобања за које се не зна од које су врсте животиње. Верује се да су то лобање ванземаљаца. Близу Наска линија пронађена је лобања која је издуженија од лобање човека. Потиче из периода између 200. п. н. е. и 100. п. н. е.. Такве лобање су највероватније настале Вештачком деформацијом на лобањи. Неки верују да то нису деформисане лобање, него лобање ванземаљца. Датума 19. децембра 2012. је у близини мексичког села Онавас пронађена лобања која изгледа као лобања ванземаљца. Међутим, научници верују да је то само лобања промењеног облика.